# ドミニク・アディアー
ドミニク・アディアー（Dominic Adiyiah, 1989年11月29日 - ）は、ガーナ・アクラ出身のサッカー選手。ポジションはフォワードである。

## 経歴

### クラブ
2000年、ガーナにあるフェイエノールト・ガーナでキャリアをスタートさせた。2007年1月、ガーナ・プレミアリーグのハート・オブ・ライオンズFCに移籍し、11ゴールを記録しこの年の最優秀選手に選ばれた。
2008年8月、ノルウェー・プレミアリーグのフレドリクスタFKに移籍した。8月30日、オーレスンFK戦でデビューを果たした。2008シーズンは4試合に出場したがゴールを記録することはできなかった。
2009年10月に行われたFIFA U-20ワールドカップでの活躍により、11月にイタリアセリエAの強豪ACミランへの移籍が決定。5年契約で年俸は50万ユーロとみられている。2010年3月、アフリカ年間最優秀若手選手賞を受賞した。
2010年8月にセリエBのレッジーナ・カルチョへ、2011年1月にはセルビアのパルチザン・ベオグラードへ、それぞれレンタルで移籍。同年の夏にはトルコのカルシュヤカSKにレンタル移籍した。

### 代表
ガーナU-20代表として2009年にFIFA U-20ワールドカップに出場し8ゴールを決めチームを優勝に導き、自身も大会得点王とMVPを獲得した。
2009年11月3日、A代表初招集を受け、11月15日に親善試合のマリ代表戦で代表デビューを飾った。2010 FIFAワールドカップはグループリーグ最終戦のドイツ戦で92分、準々決勝ウルグアイ戦で88分から途中出場。ウルグアイ戦では再三チャンスに絡んだがチームはPK戦で敗退した。
2011年2月9日のトーゴとの親善試合で代表初得点を記録。

## 代表歴

### 出場大会
- ガーナ代表
  - 2010 FIFAワールドカップ

### 試合数
- 国際Aマッチ 20試合 4得点（2009年-2013年）[1]

| ガーナ代表 | 国際Aマッチ | 国際Aマッチ |
| 年         | 出場        | 得点        |
| ---------- | ----------- | ----------- |
| 2009       | 1           | 0           |
| 2010       | 7           | 0           |
| 2011       | 8           | 2           |
| 2012       | 2           | 2           |
| 2013       | 2           | 0           |
| 通算       | 20          | 4           |

## 獲得タイトル

### クラブ
パルチザン・ベオグラード
- セルビア・スーペルリーガ 2010-2011
- セルビア・カップ 2010-2011

### 代表
- アフリカユース選手権2009 優勝
- 2009 FIFA U-20ワールドカップ 優勝

### 個人
- ガーナ・プレミアリーグ2007 最優秀選手
- 2009 FIFA U-20ワールドカップ ゴールデンシュー
- 2009 FIFA U-20ワールドカップ MVP